# Ким Хён Гвон
Ким Хён Гвон (4 ноября 1905 — 12 января 1936, Сеул) — корейский революционер. Он известен тем, что напал на полицейский участок в оккупированной японцами Корее и впоследствии умер в тюрьме Содэмун в Сеуле, где отбывал наказание.
Ким Хён Гвон является дядей основателя КНДР Ким Ир Сена. Поэтому он один из самых известных членов семьи в северокорейской пропаганде. Округ Кимхёнгвон назван в его честь.

## Биография
В юности Ким Хён Гвон учился в школе Сонхва около своего дома в Мангёндэ, Пхеньян.
Ким был революционным борцом и активным коммунистом в 1930-е годы. Его характер был описан как «вспыльчивый». В августе 1930 года он возглавил небольшой отряд партизан через реку Ялуцзян в оккупированную Корею из Маньчжурии. Действия его небольшой группы возле Пунсана в то время были замечены японской прессой. Он захватил две полицейские машины, которые находились в гористой местности. Через некоторое время после нападения на полицейский участок в Пунсане он был арестован недалеко от Хунвона. Он был приговорён к 15 годам лишения свободы, когда ему было 28 лет. Он умер 12 января 1936 года во время отбывания срока в тюрьме Содэмун, Сеул, где антияпонские диссиденты содержались в жестоких условиях с 1910 по 1945 год.
Ким Ир Сен в своей автобиографии отмечает, что показания на Ким Хён Гвона дал коррумпированный, но близкий к нему местный маньчжурский чиновник Чэ Джин Ён, который предал своего дядю и стал осведомителем против него.

## Наследство
Ким Хён Гвон — один из самых важных членов семьи Ким в пропаганде, которого можно сравнить с отцом Ким Ир Сена Ким Хён Джиком или прадедом Ким Унъу, который, как утверждается, был вовлечён в инцидент с генералом Шерманом. В пропаганде КНДР говорится, что большинство членов семьи каким-то образом участвовали в создании северокорейского государства, и среди них был Ким Хён Гвон, который изображается как принесённый в жертву антияпонской борьбе и революции.
Ким Хён Гвон был включён в культ личности Кимов в 1976 году. Северокорейские СМИ почитают его так же, как Ким Ир Сена, Ким Чен Ира, Ким Чен Ына и Ким Чен Сук.
Округ Кимхёнгвон, ранее известный как Пунсан на юго-востоке провинции Янгадо, был переименован в его честь в августе 1990 года. Есть также педагогический колледж Ким Хен Гвона и педагогический университет Хамнам № 1, ставший в 1990 году педагогическим университетом Ким Хен Гвона. В память о Киме воздвигнуты различные почётные места и статуи. Раз в пять лет в дни его смерти и рождения проводятся обряды.
Северокорейский фильм «Огонь, пылающий во всем мире», снятый в 1977 году, повествует о подвигах Кан Бан Сока и Ким Хён Гвона. В фильме также был впервые показан Ким Ир Сен.